# Staurois latopalmatus
Staurois latopalmatus is een kikkersoort uit het geslacht Staurois in de familie van de echte kikkers (Ranidae).
De wetenschappelijke naam van de soort werd voor het eerst geldig gepubliceerd in 1887 door George Albert Boulenger als Ixalus latopalmatus. Later beschouwde hij ze als de typesoort van een nieuw geslacht Simomantis. De combinatio nova Staurois latopalmatus werd in 1966 voorgesteld door Robert F. Inger.
De soort komt voor in Azië en leeft endemisch Borneo in primair, laaggelegen regenwoud. Ze werd door John Whitehead op Mount Kinabalu verzameld. De kikkers houden zich veelal op op rotsen of rotswanden langs of in heldere, snelstromende rivieren en beken.